# 김평해
김평해(金平海, 1941년 10월 8일 ~ )는 조선민주주의인민공화국의 정치인이다. 당중앙위원회 정무국 부위원장 겸 간부부장으로 있으며, 조선로동당 중앙위원회 정치국 후보위원이다.

## 경력
1941년 일제강점기에 자강도 전천군에서 태어났다. 1960년 2월에 군에 입대하였고, 사범대학을 졸업했다. 도당 지도원, 과장, 부부장, 당중앙위원회 지도원, 도당 부장을 거쳐, 조직비서와 평북도당 책임비서를 지냈다. 그리고 2010년 9월부터 당중앙위원회 비서 겸 간부부장으로 있다.
2010년 9월에 열린 조선로동당 제3차 대표자회에서 당중앙위원회 정치국 후보위원에 선임되었다.